# End of chapter
End of chapter (deutsch Schluss des Kapitels oder Ende des Kapitels) ist ein 1957 erschienener Kriminalroman von Nicholas Blake (Pseudonym von Cecil Day-Lewis). Die erste deutsche Übersetzung von Margret Schmitz erschien 1962 im Rowohlt Verlag.

## Kurzbeschreibung
Bei End of chapter handelt es sich um einen Whodunit-Krimi, in dem zwei Kriminalfälle miteinander verknüpft sind: „Auf einen Verleumdungsfall folgt die Ermordung der Roman-Schriftstellerin Millicent Miles und die anschließende Untersuchung“ durch den Detektiv Nigel Strangeways, „der den Täter unter einer Gruppe extravaganter Verdächtiger ausfindig machen muss.“

## Inhalt

### Der Verleumdungsfall
Das angesehene Verlagshaus Wenham & Geraldine ist in einen Skandal verwickelt: Es hat die Autobiografie eines pensionierten Generals auf den Markt gebracht, in der entgegen vorheriger Verabredung zwei Textstellen den Ex-Generalgouverneur einer britischen Kolonie diskreditieren: „Eine der Stellen war nur ein paar Zeilen lang, und die andere stand am Ende eines Kapitels“ und handelt davon, dass der Ex-Generalgouverneur durch seine Unfähigkeit schuld wäre an einem 1947 verübten Massaker an britischen Soldaten in einer Kaserne der Kolonialstadt Ulombo. Ursache dafür, dass das Buch mitsamt dieser zwei verleumderischen Textstellen auf den Markt kam, war, dass in den Korrekturfahnen die Streichung der verleumderischen Textstellen durch das in Druckbuchstaben geschriebene Wort „stet“ (lat.: stehen lassen) rückgängig gemacht wurde. Die Verlagsleitung beauftragt den Privatermittler Nigel Strangeways herauszufinden, wer mit welchem Motiv das Ungemach über den Verlag heraufbeschwor: „Es gibt vier denkbare Motive. Um dem Verlag zu schaden. Um den Autor schlechtzumachen. Um diesem [Ex-Generalgouverneur] Blair-Chatterley eins auszuwischen. Oder, natürlich, reine Bosheit.“ Nigel Strangeways erfährt, dass die  Korrekturfahnen zum fraglichen Zeitpunkt im Büro des Cheflektors Stephen Protheroe lagen, dessen Gedicht Feuer und Asche 1927 Furore machte, aber eine Eintagsfliege blieb. Als vermeintlicher neuer Fachlektor wird Nigel Strangeways bei Stephen Protheroe einquartiert, der der Bestseller-Autorin Millicent Miles im Nachbarbüro in herzlicher Abneigung verbunden ist: Schon im ersten, durch ein Schiebefenster geführten bissigen Wortwechsel zwischen Millicent Miles und Stephen Protheroe entdeckt Strangeways Züge der „Kabbelei eines alten Ehepaars, dessen Waffen von langem Gebrauch stumpf geworden sind.“ Millicent versucht den vermeintlichen neuen Lektor Strangeways in einem Vieraugengespräch auf ihre Seite zu ziehen: Mündlich sei vereinbart worden, dass nicht nur ihre in Arbeit befindliche Autobiografie bei Wenham & Geraldine erscheine, sondern auch einige vergriffene Romane von ihr bei Wenham & Geraldine neu aufgelegt würden, doch Protheroe stelle sich dagegen. Während Millicent Miles und Stephen Protheroe dementieren, schon länger miteinander bekannt zu sein, gibt der General, der das Buch mit den verleumderischen Textstellen auf den Markt bringen wollte, offen zu, Millicent Miles schon länger zu kennen: Sie sei 1940 im Rahmen der Truppenbetreuung aufgetreten, habe sich herablassend verhalten. „Und die Truppe mag es nicht, wenn man sie von oben herab behandelt […]. Also haben wir eine Gegendemonstration veranstaltet, so ein richtig hochgeistiges Geplänkel. Die Luft schwirrte von Henry James, Proust, Dostojewskij, Finnegan’s Wake – die ganze Leier. Diese Miles konnte da einfach nicht mithalten. […] Hat ihr überhaupt nicht gefallen. Empörendes Verhalten der brutalen, zügellosen Soldateska. Kultivierte Frau in ihrer ganzen geistigen Nacktheit bloßgestellt.“ Strangeways entdeckt in der Kombination aus abgelehntem Roman-Nachdruck durch den Verlag und der einstigen Demütigung durch den General und seine literarisch versierten Soldaten ein potentielles Motiv für „eine selbstsüchtige und rachsüchtige Frau“; hinzu kommt Strangeways Mutmaßung, „daß sie einen tieferen Groll gegen Stephen hegt. […] Sie hassen sich wie die Pest. Sie reden miteinander […] mit einer Art Vertraulichkeit, wie nur Verachtung oder Haß sie hervorbringt – als wären sie damit alt geworden.“ Neben Millicent sind ihm noch ihr dekadenter Sohn Cyprian Gleed, Protheroe sowie der Verlags-Mitgesellschafter Basil Ryle verdächtig. Die eine Tatverdächtige verliert Nigel Strangeways allerdings: Millicent Miles wird abends in ihrem Büro die Kehle durchgeschnitten.

### Der Mordfall
Als man die Leiche der Millicent Miles findet, fällt auf, dass sie gerade am Typoskript ihrer Autobiografie arbeitete. Allerdings ist das von Millicent Miles zuletzt getippte Blatt nicht mehr korrekt ausgerichtet, also offenbar zwischendurch aus der Schreibmaschine entfernt worden. „Deswegen hat die Polizei sofort vermutet, daß der Mörder etwas getippt hat.“ Tatsächlich ist die letzte Seite von Kapitel 4 ihrer Autobiografie „kaum wahrnehmbar weißer als die Seiten davor und danach“. Auf der weißeren, offenbar gefälschten Seite wird klargestellt, dass eine zuvor geschilderte Liebesbeziehung der jungen Millicent Miles kinderlos blieb.
Als Nigel Strangeways, der in dem Miles-Typoskript die Verwendung von Pseudonymen wie Rockingham (eine Porzellanart) feststellte, zu einer kleinen Gesellschaft beim Ko-Verleger Arthur Geraldine eingeladen wird, nimmt er wahr, dass Geraldine „eine hinreißende Sammlung von Porzellan“ sein Eigen nennt. Aufgrund der demonstrativen Verneinung eines unehelichen Kindes auf der offenbar nach dem Mord gefälschten Seite der Miles-Autobiografie fragt Strangeways sich mit Blick auf den Miles-Verleger Arthur Geraldine: „Wenn er ein uneheliches Kind gehabt und dessen Mutter sitzengelassen hat? Würde eines solche Enthüllung nicht auch heute noch eine achtbare Säule des Verlagswesens ins Wanken bringen?“ Könnte Millicent Miles also ihren Verleger erpresst und dafür mit dem Leben bezahlt haben? Eine Schulkameradin von Millicent berichtet Nigel Strangeways, dass in ihrem letzten gemeinsamen Schuljahr, im Sommerhalbjahr 1924, ein Tageszeitungs-Vertriebler Annäherungsversuche bei Millicent gestartet habe, dessen Identität Strangeways in den Räumlichkeiten der Tageszeitung als die des Arthur Geraldine aufklärt. Tatsächlich gibt Geraldine zu, dass er im Hause Miles verkehrt habe, um das dort herumstehende Rockingham-Porzellan zu erstehen. Strangeways konfrontiert Geraldine mit der Aussage der ehemaligen Miles-Schulkameradin. „Für eine Erpressung wäre versuchte Notzucht an einem Schulmädchen, falls von anderer Seite bestätigt, auch noch nach dreißig Jahren eine sehr gute Karte.“ Geraldine stellt die Angelegenheit allerdings so dar, „daß es eine abgekartete Sache zwischen dem Mädchen [Millicent Miles] und ihrem Vater war, obwohl er [=Arthur Geraldine] das damals nicht bemerkt hatte. Das Mädchen hat ihn […] in eine kompromittierende Situation manövriert, worauf der Vater ins Zimmer gekommen ist und die beiden überrascht hat. […] Arthur war jung und unerfahren. […] Jedenfalls hat man ihn dazu gebracht, ein Geständnis zu unterschreiben, und er hat dem Vater bis zu dessen Tod mehrere Jahre lang ein regelmäßiges Schweigegeld gezahlt“, danach allerdings nichts mehr. Geraldines Mutmaßung ist, dass das Geständnis „nach Mr. Miles‘ Tod vernichtet worden war.“
Während der Nachforschungen über eine Affäre zwischen der Ermordeten und Geraldine spekuliert Strangeways auf einen Zusammenhang zwischen Verleumdungs- und Mordfall: Zum Zeitpunkt des Massakers von Ulombo wäre das gemutmaßte Kind der Millicent Miles 21 Jahre alt und somit im wehrpflichtigen Alter gewesen. Strangeways lässt in den Akten nach den Namen Miles und Geraldine forschen, stößt allerdings auf den Namen „Paul Protheroe“, geboren am 29. November 1926 als Kind von „Stephen Protheroe und Millicent Protheroe“. Damit kommt der Cheflektor Stephen Protheroe als Tatverdächtiger in Frage, der allerdings behauptet, Paul Protheroe sei das Kind seines Bruders gewesen: Jener, ein zwischenzeitlich verstorbener Theologie-Student, habe über Stephen Protheroe Millicent Miles kennengelernt und sie geschwängert. Vorübergehend konzentriert Nigel Strangeways sich daher wieder auf den Verdächtigen Arthur Geraldine. Das ändert sich erst, als der Verlags-Mitgesellschafter Basil Ryle fürchtet, Millicent „in einem Anfall geistiger Umnachtung umgebracht“ zu haben und darin durch ein perfides Manöver der Ko-Verlegerin und Protheroe-Freundin Liz Wenham vorübergehend bestärkt wird. Eine Woche nach dem Leichenfund stellt Nigel Strangeways mit Hilfe einer Freundin, die Millicent Miles spielt, vor den Augen von Basil Ryle und Stephen Protheroe die Tat nach, ein Versuch, „der von Basil voll Grauen, von Stephen mit so etwas wie Verdutztheit“ verfolgt wird. Nachgestellt wird außer dem eigentlichen Mord auch das Beseitigen der Verkleidung des Mörders. Als Strangeways, Protheroe und Ryle nahe der Gepäckaufbewahrung am Bahnhof anlangen, wo sich bereits Polizisten aufhalten, konfrontiert Nigel Strangeways Stephen Protheroe überraschend und fundiert mit dem Vorwurf, Protheroe sei der Mörder. „Stephen stieß ein leises, wie von einem Alptraum hervorgerufenes Wimmern aus, flitzte plötzlich los und rannte schräg nach links auf das offene Tor eines Abfahrtsbahnsteigs zu“, wo er sich vor einen Zug wirft und umkommt.

### Verknüpfung der beiden Fälle
Nigel Strangeways legt gegen Ende des Romans seine Theorie über die beiden Taten dar: Millicent Miles sei die Mutter, und Stephen, nicht dessen Bruder, sei der Vater des 1947 im Massaker von Ulombo getöteten Paul Protheroe. Stephens „Sohn Paul war das einzige, was er aus der Katastrophe [mit Millicent] gerettet hat. Nachdem die Dichtkunst ihn im Stich ließ“ und Protheroe nach dem durch Millicent bewirkten Gedicht Feuer und Asche des Schreibens nicht mehr fähig war, „richtete er seine ganzen Hoffnungen und Bestrebungen auf den Jungen – konzentrierte seine ganze Zuneigung auf ihn. Dann kam Paul ums Leben. Stephen hatte nichts mehr. Es ist gut nachzuvollziehen, wie unwiderstehlich die Versuchung war, den Gouverneur bloßzustellen, dessen Stümperei den Tod des Jungen verschuldet hat.“ Daher Protheroes Manipulation der Korrekturfahnen. Allerdings sei Millicent Miles der Manipulation auf die Schliche gekommen und konnte Protheroe daher potenziell unter Druck setzen, beispielsweise die Neuveröffentlichung ihres literarisch misslungenen Jugendwerks zu fördern, eine Absicht, die nicht nur Protheroes literarischen Geschmack entwürdigt hätte: „Sein Job, seine Sicherheit standen auf dem Spiel. Jedenfalls glaubte er das. Es war ihre Drohung, die die Zündschnur angesteckt hat. Aber die Zündschnur selbst, eine lange Geschichte schwelenden Hasses“, reicht weit in die Vergangenheit zurück: zu einem gemeinsamen, 1947 in Ulombo umgekommenen Kind. „Sie müssen sich klarmachen, daß Stephen monatelang nichts als eine dünne Wand und ein Schiebefenster zwischen sich und der Frau hatte, die seinem Leben jeden Sinn genommen hatte“, nämlich seine Fähigkeit zur literarischen Produktion und seinen Sohn: „Stephen hat die gefälschte Seite in die Autobiographie eingefügt, weil die Originalseite uns eine Verbindung zwischen ihm und Millicent gezeigt hätte, gezeigt, daß sie ein Kind miteinander hatten, und uns den Grund genannt hätte, warum er die Fahnen manipuliert hat – sobald wir dahintergekommen waren, daß in Ulombo ein gewisser Paul Protheroe gefallen ist.“ Der Mord an Millicent Miles sei nur das Ende eines langen Kapitels. „Sie hackte auf ihm herum, bis er nur noch ein Gewirr blankliegender Nerven war, so wie sie es schon vor dreißig Jahren getan hatte, nur sehr viel geschickter.“ Daher brachte Protheroe sie um.

## Textanalyse
Die Handlung beginnt an einem Novembermorgen im Jahre 1955 oder 1956 und erstreckt sich über mehr als zehn Tage. Orte der Handlung sind weitgehend die Räumlichkeiten des Verlagshauses Wenham & Geraldine, daneben noch die Wohnungen des Ehepaars Geraldine, des Millicent-Miles-Sohnes Cyprian Gleed sowie von Strangeways Freundin.

### Themen

#### Das Wesen des Verbrechers
Entsprechend dem Genre wartet End of chapter mit kalten Spuren, falschen Verdächtigen, absichtlich lancierten falschen Hinweisen auf. Herausragend als falscher Verdächtiger ist Cyprian Gleed, dessen Literaturzeitschrifts-Projekt zwei bis drei Tage vor der Manipulation der Korrekturfahnen abgelehnt wurde und der als Sohn von Millicent Miles genug Gelegenheit gehabt hätte, in deren Typoskript zu stöbern und herauszufinden, dass auf der letzten Seite von Kapitel 4 vielleicht ein weiteres Kind Millicents erwähnt wird und er somit nicht mehr Alleinerbe wäre – außer, wenn er dieses Ende des Kapitels umschriebe. Letztlich aber ist der unsympathische Gleed an beiden Taten unschuldig, versucht allerdings dennoch einen Giftanschlag auf Nigel Strangeways. Ebenfalls unschuldig ist Basil Ryle, der am Vorabend der Tat als Liebhaber von Millicent Miles verschmäht wurde. Ryle fürchtet sogar, Millicent „in einem Anfall geistiger Umnachtung umgebracht“ zu haben und wird darin durch ein perfides Manöver der Ko-Verlegerin und Protheroe-Freundin Liz Wenham vorübergehend bestärkt. Der wahre Korrekturfahnen-Manipulator und Autorinnen-Mörder dagegen, Stephen Protheroe, wirkt verschroben-sympathisch, auch auf Nigel Strangeways: „Das Schlimmste an seinem Job, was ihm fortwährend zu schaffen machte, war, daß er so viel von den Menschen, mit denen er dabei in Kontakt kam, liebgewann. Und einige von ihnen waren Mörder. Und Mörder waren im großen und ganzen weniger abscheulich als ihre Verbrechen.“

#### Spielarten der Illusion
Eine Jugendbekannte von Millicent Miles und nunmehrige Richterin meint während ihres Gesprächs mit Nigel Strangeways, dass Millicent als Mädchen eine „potentielle Delinquentin“ gewesen wäre: „Wissen Sie, bei Gericht stehen jede Woche solche Mädchen vor mir. Wegen Kleindiebstahl, Ladendiebstahl und dergleichen. Sie können einfach nicht zwischen der Wirklichkeit und ihren Phantasien unterscheiden. Und sie machen immer irgend etwas anderes für ihre Vergehen verantwortlich – ihr Pech, ihre Eltern, die sie nicht ’verstehen‘, die Gesellschaft, die ihnen keine Chance gibt.“ Dieser leichtfertige Umgang mit der Realität und der Verantwortung, die man darin und dafür hat, ist auch Erbteil und Problem des Miles-Sohns Cyprian Gleed: „Die Unfähigkeit oder die Weigerung, sich die vollen Konsequenzen einer Handlung vor Augen zu führen.“ Das Spiel mit Phantasien und Illusionen hat Millicent Miles dann allerdings nicht mehr als eine „potentielle Delinquentin“ werden lassen, denn sie konnte dieses Spiel ausleben in der Verlagswelt, die einem kein „starkes Wirklichkeitsgefühl vermittelte“, da sie von „einer so unsoliden Ware wie dem Wort lebte“ und von Schriftstellern bevölkert wird, „jenen heimlichtuerischen, ichbezogenen Schemen, die ständig Wortgespinste woben, um ihre Scham, ihre Ohnmacht, ihre unentrinnbare Schattenhaftigkeit zu kaschieren“. Aus dieser vom Spiel mit den Illusionen lebenden Verlagswelt stößt die in ihren Phantasien und Illusionen lebende „potentielle Delinquentin“ Millicent Miles zu einer Kundschaft vor, die ebenfalls der Realität überdrüssig ist, der es aber an krimineller Energie mangelt oder der Fähigkeit, Phantasien und Illusionen zu kultivieren. „Kein Wunder, […] daß die Leute die unmöglichen Schnulzen von Millicent Miles verschlingen: Die Wirklichkeit ist alles in allem doch zu häßlich.“
Das Spiel mit Illusionen macht jedoch nicht bei der äußeren Wirklichkeit halt, sondern wirkt auch bei dem Selbst-Bewusstsein einiger Charaktere des Romans. Stephen Protheroe meint an einer Textstelle über Millicent Miles, „ihr ganzes Leben war eine Abfolge einstudierter Posen“, und Strangeways stellt gegenüber dem Verlagschef Arthur Geraldine fest: „Das Problem bei Miss Miles ist, daß kein Mensch je wußte, ob sie die Wahrheit gesagt oder fabuliert hat.“ Ihr schillernder Charakter führt den vor Liebe blinden Romantiker Basil Ryle sogar dazu, dass er nach dem Mord an seinem eigenen Verstand zweifelt; Strangeways weist ihn zurecht: „Selbstachtung bedeutet viel für einen, der so wie Sie über die Ochsentour nach oben gekommen ist. Und ihre Selbstachtung ging viel zu sehr in Ihrer Beziehung mit Miss Miles auf. Als sie sich gegen Sie gewandt hat und ihr wahres Wesen gezeigt hat, hat sie ihrem Ich einen tödlichen Schlag versetzt. Sie hat sämtliche vertrauten Orientierungspunkte Ihrer Beziehung zunichte gemacht – klar, daß Sie sich da nicht mehr zurechtfanden. ‘Wenn sie nicht sie ist, wer bin dann eigentlich ich?‘ Es ist wie ein Auseinanderbröckeln, wenn man so empfindet. Und seither versuchen Sie, Ihre Illusion von ihr wiederzuerschaffen, weil das die einzige Möglichkeit ist, die Sie kennen, Ihre Selbstachtung wiederherzustellen und sich selbst wiederzuerschaffen. […] Aber so geht es nicht! Sie können ihr Leben nicht auf einer Illusion wiederaufbauen.“ Nüchtern dagegen ist Strangeways‘ eigener Umgang mit Illusionen – gleich zu Beginn des Romans stellt er lapidar fest: „Wenn man in die Jahre kommt und die Jugendillusionen dahinschwinden, ist das Gefühl eines Neubeginns, einer Wiedergeburt, eigentlich nur durch einen Umzug hervorzurufen.“ Als Kontrapunkt zur auf ihre Außenwirkung bedachten Millicent Miles zeichnet sich der schon berufsmäßig Spekulationen abholde Nigel Strangeways nicht durch ein bloßes Image aus oder dadurch, was andere von ihm halten (Nigels Freundin: „Soll ich das Zimmer verlassen, damit du in Ruhe mit dir selbst reden kannst?“), sondern vor allem durch Realitätssinn und durch handfeste Tat.

### Figuren (Auswahl)
Die Hauptfigur Nigel Strangeways wirkt in dem zwölften der insgesamt 16 Strangeways-Krimi wenig durch sein Äußeres oder seine Charakterentwicklung, sondern durch seine Handlungen als Ermittler in einem Verleumdungs- und einem Mordfall. Den Einstieg als vermeintlicher Fachlektor findet der Privatermittler mit den fahlblauen Augen dadurch, dass er „selbst ein, zwei Bücher veröffentlicht“ hat. Ansonsten erfährt man über Strangeways wenig. Anders sieht es mit weiteren Figuren des Romans aus:
- Millicent Miles: Die „glamouröse, unbeschreibliche Königin der Bestseller, die fast so häufig den Verlag wechselte, wie sie einst […] ihre Liebhaber gewechselt hatte“,[56] ist am 3. August 1906 geboren,[57] duldete 1924 die Annäherungsversuche des Arthur Geraldine[58] und brachte 1926 während einer vorgeschützten Tuberkulose-Kur ihr Kind Paul zur Welt,[59] was der Kindsvater 1927 mit einem Gedicht namens Feuer und Asche, sie selbst 1928 mit ihrem Erstlings-Roman verarbeitete.[60] Die Bestseller-Autorin strahlt ungeheure Vitalität aus,[61] aber auch eine Parfüm-Aura ab.[62] In ihrem Pferdegesicht[62] sitzen ein „großer Mund und vorstehende Zähne, grüne, ziemlich unverschämte Augen mit jenem Ausdruck von Rastlosigkeit, wie man ihn bei Schriftstellern und snobistischen Gastgeberinnen findet.“[63] Inspiriert ist die fiktive Figur Millicent Miles von Blakes zeitweiser Geliebter Elizabeth Jane Howard: Zwischen Howard, einer Freundin von Blakes zweiter Ehefrau Jill Balcon (1925–2009), und Millicent Miles „gibt es mehr als nur eine flüchtige Ähnlichkeit“.[64]
- Stephen Protheroe: Der schwarzäugige[65] Cheflektor[66] beim Verlag Wenham & Geraldine ist klein[67] und hat einen gnomhaften Kopf.[42] Vorne am Kopf: „die Nase mit dem schmalen Rücken, die edle Stirn, die schönen, hinter einer Hornbrille blinzelnden Augen, die eigenartigerweise einen schwächlichen Mund und ein praktisch nicht vorhandenes Kinn krönten. Die Stimme des Mannes war ebenso paradox: Tief und wohltönend, kippte sie zuweilen in ein wütendes Quäken über.“[67] Stephen Protheroes durch die Geburt des Kindes Paul gekrönte Affäre mit der Femme fatale Millicent Miles hat der sensible Dichter 1927 mit dem Longseller-Gedicht Feuer und Asche verarbeitet, nach dem er ausgebrannt war. „Die emotionale Feuersbrunst, die Stephens Meisterwerk hervorgebracht hatte, mußte unter dem Gewicht ihrer Asche sein Genie erstickt haben. Die Gedichtentwürfe waren leblos“, die noch folgten,[68] so dass der durch den Einfluss Millicents gescheiterte Dichter seit 1930 für das Verlagshaus Wenham & Geraldine tätig ist.[6][69] Stephen Protheroe „ist eine komplexe und tragische Figur, hin- und hergerissen zwischen Schutz und Rache oder unfähig, sich zwischen aktivem Leben und friedlichem Tod zu entscheiden“,[70] so dass er à la Anna Karenina den Tod auf den Gleisen wählt, als ihm die inaktive Ödnis eines Gefängnisses droht. „Stephen war eine schwer zu fassende Persönlichkeit, zuweilen herzlich und anregend, dann wieder irritierenderweise imstande, einem seine Aufmerksamkeit schlagartig zu entziehen.“[71]
- Basil Ryle: Der rothaarige[72] Verlags-Mitgesellschafter und empfindsame jugendliche Verehrer der ihn ausnutzenden älteren Autorin Millicent Miles ist „nicht viel älter als dreißig“,[73] hat eine „näselnde, aber nicht unangenehme Stimme“,[2] ein spitzes Gesicht[74] und geriert sich als ein nervöses Energiebündel.[75] Ryle ist ein junger Mann „aus der Provinz mit kleinbürgerlichem Elternhaus, der es zu etwas gebracht hat“:[75] Noch sein Vater „war Schweißer im Hafen von Tynemouth. Eines der Opfer der Weltwirtschaftskrise.“[76] Nach dem Zweiten Weltkrieg ist Ryle „in eine Werbeagentur eingetreten und hatte sich rasch hochgearbeitet. Millicent Miles‘ dritter Ehemann sei einer ihrer Kunden gewesen – ein wohlhabender, literarisch interessierter Fabrikant; er habe Ryle sympathisch gefunden und ihm, als er von seinem Ehrgeiz erfuhr, Verleger zu werden, die nötige finanzielle Unterstützung zur Gründung eines Verlags verschafft.“[77] So kam Ryle nach dem Zweiten Weltkrieg zu seinem eigenen Verlag. „Der habe sich zunächst recht gut angelassen, aber rasch steigende Kosten und das Fehlen einer guten, soliden Backlist hätten ihm den Garaus gemacht. Letztes Jahr, als klargeworden sei, daß er dem Bankrott nahe war, hätten Wenham und Geraldine Verhandlungen mit ihm aufgenommen, schließlich den Bestand und die Geschäftskontakte übernommen und ihm eine Teilhaberschaft angeboten“,[78] wodurch auch Millicent Miles in die Autorenschaft von Wenham & Geraldine geriet.
- Cyprian Gleed: Er ist der literarisch ambitionierte Sohn von Millicent Miles (aus erster von drei Ehen)[79] und eines Börsenmaklers[80] sowie kränkenderweise beim Verlag Wenham & Geraldine wenige Tage vor der geheimnisvollen Korrekturfahnen-Manipulation mit dem Versuch abgeblitzt, Unterstützung bei der Gründung einer eigenen Literaturzeitschrift zu erlangen.[79] In Strangeways‘ Augen ist der finanziell notorisch klamme[81] Gleed jener „Typ von moralischem Schwächling, der sich ständig in Aggressivität hineinsteigern muß, um seinen Mangel an Selbstbewußtsein vor anderen zu verbergen“,[82] und „ein verantwortungsloser, amoralischer und möglicherweise gewalttätiger Mensch“.[81] Auch äußerlich ist Gleed „alles andere als anziehend: ein junger Mann, kaum mehr als einen Meter fünfzig groß, in Röhrenhosen und fleckigem Dufflecoat, dessen ohnehin schon teigiges Gesicht durch den schwarzen Zottelbart und den schwarzen Sombrero noch weißer wirkte.“[83]
- Arthur Geraldine: Der Großneffe des Verlagsgründers John Geraldine[84] hat graue[85] oder fahlblaue[86] Augen, eine „sehr lange, dünne Oberlippe“,[6] eine Glatze[87] sowie „die Korpulenz und das verbindliche Gesicht und Gebaren, das man gemeinhin mit Bischöfen und Butlern assoziiert; er hatte außerdem einen erstaunlich kräftigen Händedruck.“[72] Gelegentlich durchklingt ein irischer Akzent seine Rede.[88] „Wie so viele Iren war er der geborene Schauspieler, unter dessen geschliffenem, verbindlichem Äußeren sich aber zweifellos ein sehr harter Kern von Realismus verbarg.“[89] Geraldine macht sich verdächtig durch seinen Kontakt mit der Familie Miles 1924; zu diesem Zeitpunkt ist er Anfang zwanzig.[90]
- Liz Wenham: Die „Nichte des Verlagsgründers James Wenham“ sieht „nach gesundem Landleben“ aus und ist eine Bewunderin des literarischen Werks von Stephen Protheroe  sowie eine „pummelige Frau um die fünfzig, grauhaarig, mit glänzend weißen Zähnen, rosig-roten Wangen und milden, strahlend klaren Augen“.[72]

## Hintergrund und Rezeption
Nachdem Nicholas Blake mit dem zwiegespalten von der Kritik aufgenommenen Krimi A tangled web 1956 erstmals aus der Strangeways-Reihe ausgebrochen war, kehrte er mit End of chapter zu der bewährten Serie zurück; der Roman profitiert dabei von Blakes „Erfahrungen aus der Verlagswelt als Direktor und leitender Redakteur bei Chatto & Windus“. Der Anglist James Gindin (1926–1994) zählt End of chapter neben Akte Q – Streng geheim (Originaltitel: Minute for murder, 1947) und Das Geheimnis des Schneemanns (Originaltitel: The case of the abominable snowman, 1941) zu Blakes besten Romanen.

## Deutschsprachige Textausgaben (Auswahl)
- Ende des Kapitels.  Roman. (=Diogenes-Taschenbuch, Band 23133.) Aus dem Englischen von Nikolaus Stingl. Diogenes, Zürich 2000. ISBN 3-257-23133-4.
- Ende des Kapitels.  Roman. Aus dem Englischen von Nikolaus Stingl. Diogenes, Zürich 1998. ISBN 3-257-06163-3.
- Schluss des Kapitels. (=rororo, Band 2842). Aus dem Englischen von Margret Schmitz. Rowohlt, Reinbek bei Hamburg 1962. ISBN 3-499-42842-3.
- Schluss des Kapitels. Kriminalroman. Aus dem Englischen von Margret Schmitz. Rowohlt, Reinbek bei Hamburg 1962.